# Prince of Jutland
Prince of Jutland (noto anche come Royal Deceit) è un film del 1994 diretto da Gabriel Axel, basato sul terzo libro delle Gesta Danorum, opera storica della Danimarca di Saxo Grammaticus che è stata usata da William Shakespeare per scrivere l'Amleto.

## Trama
Regno di Jutland, VI secolo. Il re e suo figlio vengono assassinati dal principe Fenge, che sale al trono e raggiunge il letto della regina Geruth. Amled, nipote di Fenge e testimone dell'omicidio, decide di vendicarsi.

## Cast
La pellicola vede protagonista Gabriel Byrne nel ruolo dello zio di Amled, interpretato dall'allora ventenne Christian Bale. Tom Wilkinson è il re assassinato Hardvendel, Helen Mirren è la moglie Geruth, mentre Kate Beckinsale è Ethel, personaggio prototipo della shakespeariana Ofelia.

## Critica
Derek Elley di Variety apprezza l'interpretazione di Gabriel Byrne e di Brian Cox, citando un Christian Bale in crescendo nella pellicola, e una piatta Kate Beckinsale. Time Out London si domanda se non si tratti invece di una parodia di Shakespeare in quanto lo ritiene un film «povero, sia finanziaremente che d'immaginazione». MyMovies definisce «trascurabile» questa «ennesima rilettura dell'Amleto».